# Ufijska kolej dziecięca
Ufijska kolej dziecięca (ros. Уфимская детская железная дорога), także Mała Ufijska kolej dziecięca imienia Bohatera Związku Radzieckiego W.P. Dobroża (ros. Малая Уфимская детская железная дорога имени Героя Советского Союза В. П. Доброреза) – kolej dziecięca funkcjonująca w Ufie, stolicy Baszkortostanu (w Rosji).

## Historia
Decyzja o budowie kolei dziecięcej w Ufie podjęta została przez kierownictwo niezależnej wówczas Kolei Ufijskiej w 1952 roku. W tym samym roku, 28 listopada, odpowiednią uchwałę wydało Ministerstwo Kolei. W międzyczasie rozpoczęto budowę toru, i przed końcem 1952 roku ukończono budowę dwukilometrowej linii o kształcie zbliżonym do kształtu cyfry „8”. W ufijskiej lokomotywowni wyremontowano dostarczony z Biełoriecka parowóz o numerze 649 z serii 159, a w zajezdni w tym mieście wybudowano trzy odkryte wagony osobowe, na bazie wąskotorowych towarowych wagonów-platform. Zbudowano również drewniany dworzec na stacji Pionierskaja (Пионерская), później przemianowanej na Junostʹ. Z niej to 10 maja 1953 roku pierwszą podróż po trasie tej kolei dziecięcej rozpoczął pociąg „Pionier Baszkirii” (ros. Пионер Башкирии).
W 1959 roku lokomotywę parową zastąpiono spalinowozem – lokomotywą TU2-104, zaś w 1961 roku zastąpiono dotychczasowe wagony własnej roboty siedmioma sztukami wagonów pasażerskich wyprodukowanych przez Pafawag. Obie te zmiany pociągnęły za sobą konieczność zmiany promienia łuku toru na zakrętach – najpierw powiększono go do 40, a potem do 50-60 metrów. Do roku 1962 pozbyto się starego taboru (pozostawiono jedynie jeden z wagonów, jednak z powrotem przebudowano go w platformę), a na linii pozostał tylko nowo nabyty – na stałe linię obsługiwała lokomotywa wyposażona w cztery wagony, w sezonie wakacyjnym doczepiano także piąty; pozostałe dwa były rezerwowe, wspomnianej platformy używano na potrzeby własne.
Park, w którym znajduje się kolej, został przeorganizowany w latach 1985–1986. Wiązała się z tym także przebudowa linii – torowi nadano obecny kształt pierścienia, przy czym trasa skróciła się do około 1,8 kilometra. Również w latach 80. XX wieku zmieniono nazwę stacji Pionierskaja na Junostʹ. W 1991 roku zużyte wagony PaFaWagu wymieniono na pięć nowych wagonów PW40. W latach 1996–1997 wyburzono drewniany dworzec i zastąpiono go nowym – murowanym, jednak utrzymanym w podobny stylu co poprzedni.
W 2003 roku otwarto drugą stację na linii – nazwano ją Prioziornaja (Приозёрная). W pobliżu stacji wybudowano również kompleks edukacyjny, w którym adepci kolei mogą pobierać nauki teoretyczne. Wybudowano tam również nową bocznicę do parkowania taboru. Przed tą rozbudową był on przechowywany na innej bocznicy, w pobliżu pierwszej stacji. Mimo że pociąg nie trafił pod dach, warunki przechowywania na nowej bocznicy są lepsze, między innymi dzięki temu, że jest ona ogrodzona.
Dostarczoną pięćdziesiąt lat wcześniej lokomotywę TU2 wymieniono na nowy model – TU7A-3357 – w 2009 roku. Ta jednak nie była używana zbyt długo, bowiem już w roku 2011 sprowadzono kolejny model, tym razem lokomotywę TU10-010. Stary spalinowóz TU2 trafił do Muzeum kolejnictwa w Samarze. W latach 2013–2014 solidnie przebudowano torowisko – nowe wykonano na podkładach z żelbetu.

## Edukacja
Szkolenie na kolei dziecięcej w Ufie odbywa się od listopada do maja. Uczniowie mogą się tu nauczyć między innymi zawodów dyżurnego stacji, dyspozytora, maszynisty, kierownika pociągu, czy spikera na stacji. Organizuje się dla nich wycieczki do przedsiębiorstw kolejowych, takich jak zajezdnia i stanowisko obsługi stacji. Absolwenci kolei dziecięcej mogą otrzymać skierowanie do Kolei Rosyjskich, lub na ukierunkowane szkolenie jednej z ufijskich szkół kolejowych.

## Turystyka
Ruch turystyczny odbywa się od przez większość dni w tygodniu, pociąg wyrusza w trasę kilkanaście do dwudziestu razy dziennie. W sezonie letnim przewozi nawet 20 tysięcy pasażerów.

## Galeria

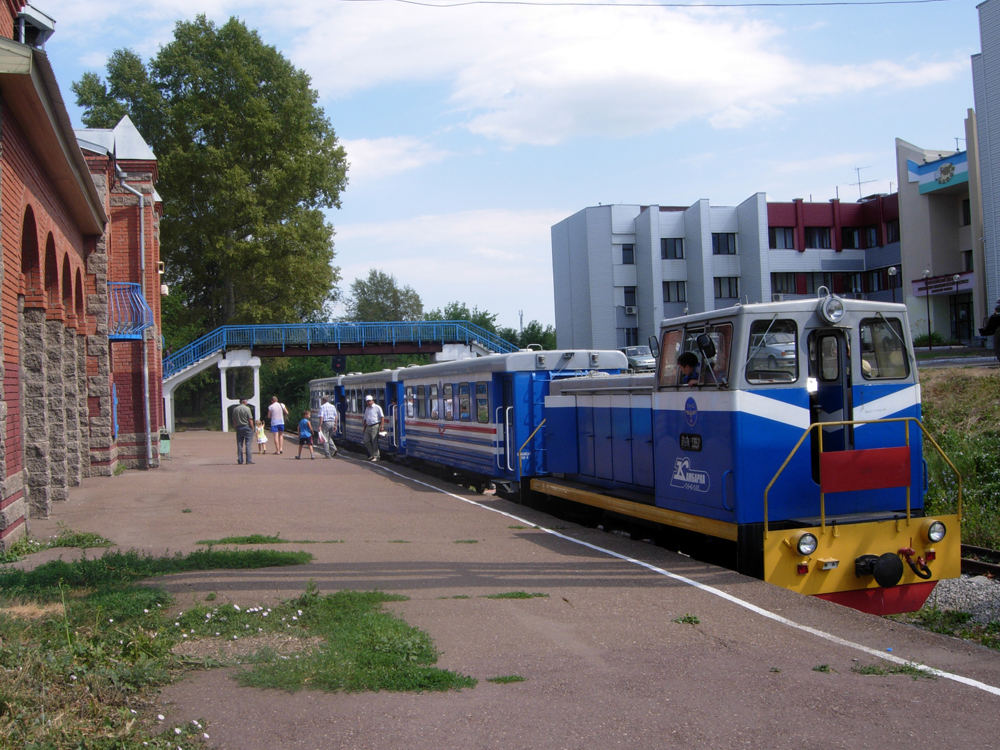
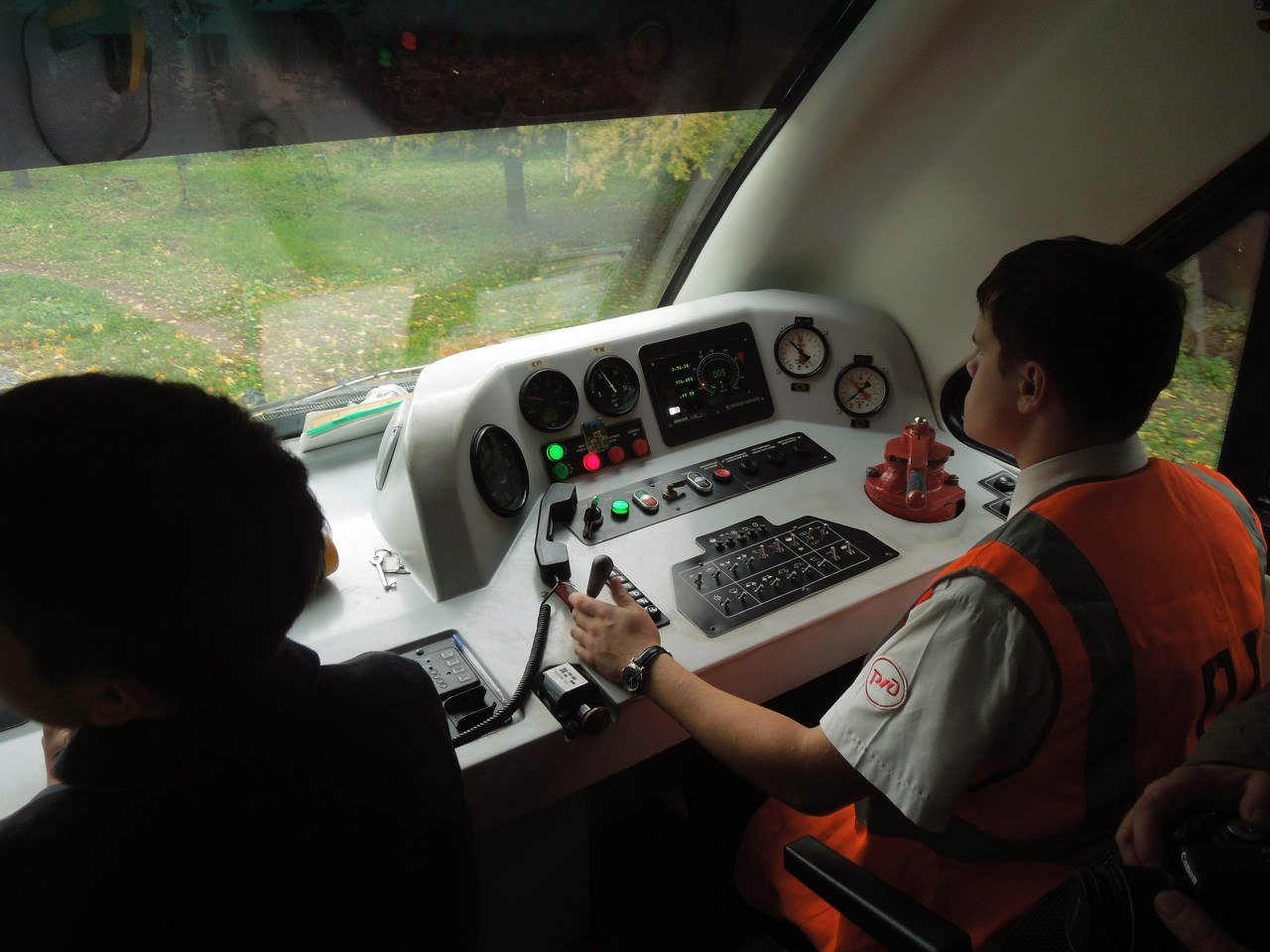
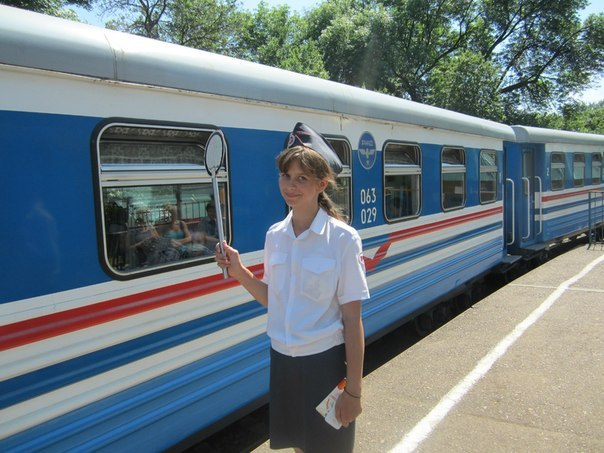
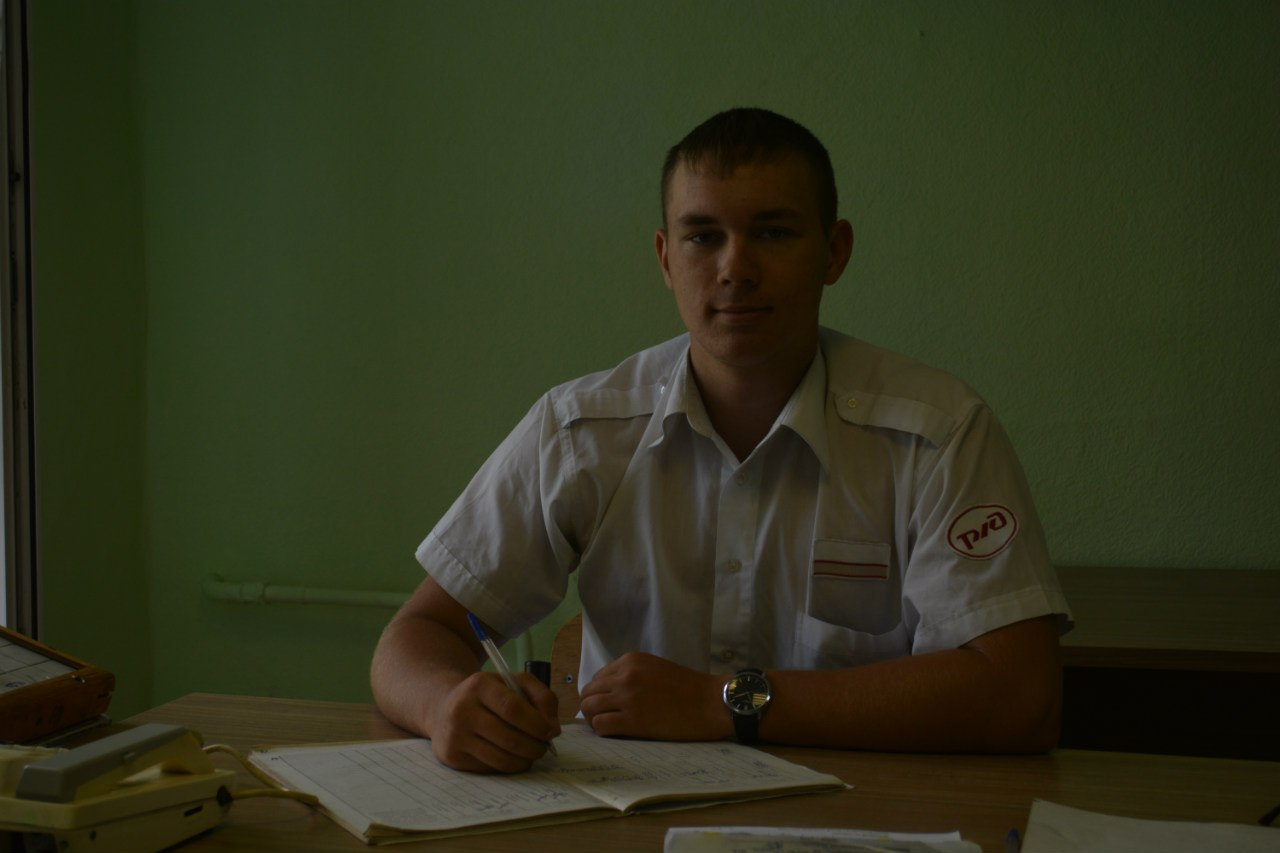
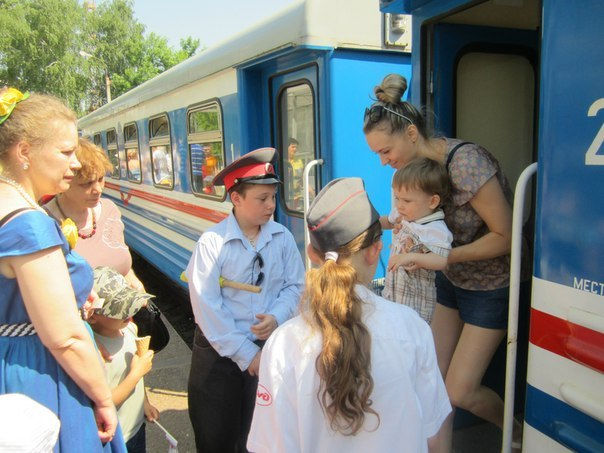
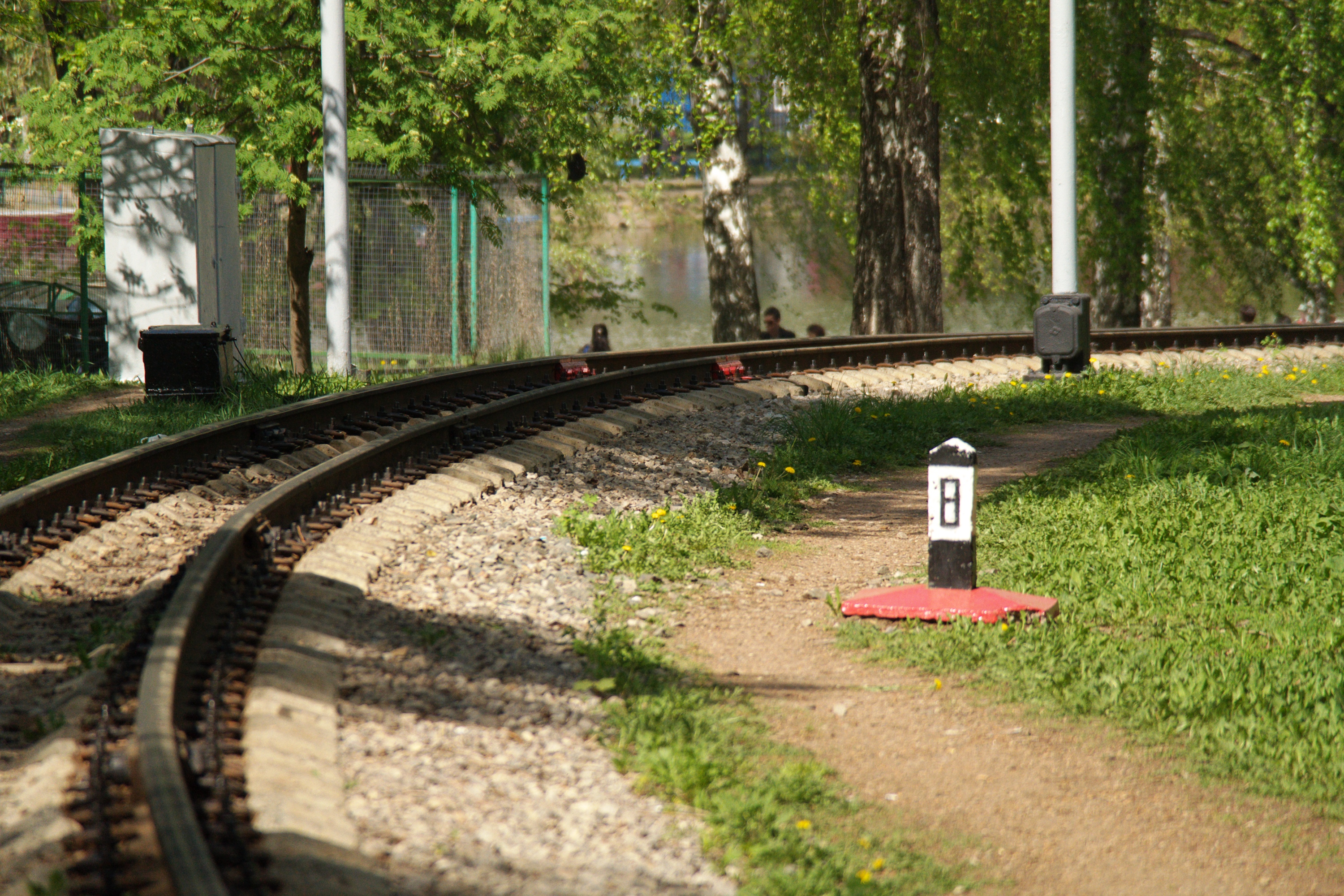
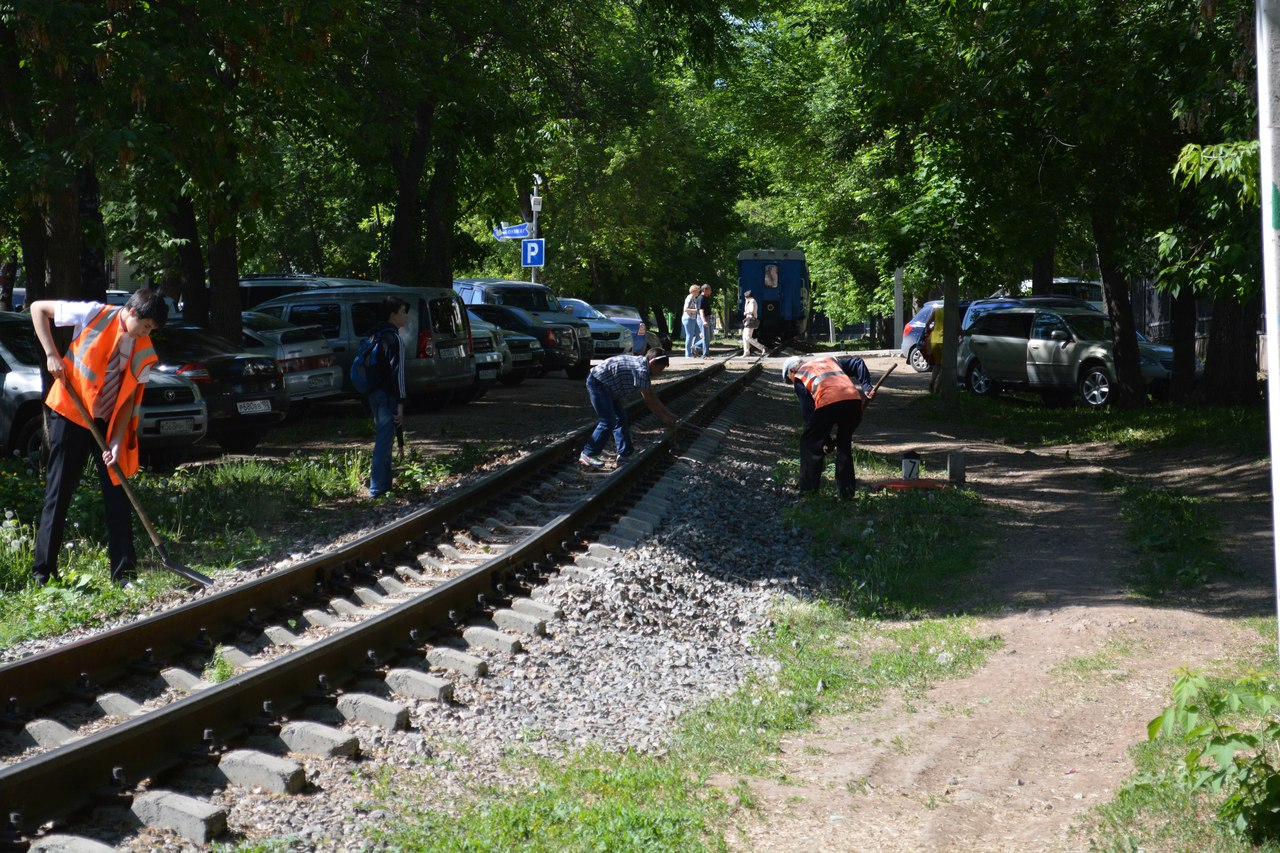